# Made (Paesi Bassi)
Made è una località dei Paesi Bassi di 12 000 abitanti, capoluogo del comune di Drimmelen nella provincia del Brabante Settentrionale.

## Storia
Made ha fatto parte della municipalità di Made en Drimmelen fino al 1º gennaio 1997. Parte del territorio comunale, assieme a parte dei territori di Hooge en Lage Zwaluwe e Terheijden sono andati a formare un nuovo comune in cui Made, capoluogo dello stesso, ne dava il nome. Nel 1998, il nome della municipalità è stato cambiato in Drimmelen.